# Ultime ore della Terra
Le ultime ore della Terra (Earth's Final Hour) è un film per la televisione del 2012, diretto da W.D. Hogan.

## Trama
Un frammento di materia interstellare colpisce la Terra. Un duro agente federale, il suo ribelle figlio e una scienziata del governo scoprono che a subire le maggiori conseguenze è la rotazione terrestre, a rischio di fermarsi. Per l'umanità si apre uno scenario apocalittico e le uniche chiavi di salvezza per l'intero pianeta sono rappresentate da un inventore caduto in disgrazia e da un arcaico sistema satellitare.